# Paul Langerhans
Paul Langerhans (25 de juliol del 1847 a Berlín – 20 de juliol del 1888 a Funchal, Madeira) fou un patòleg alemany. Tant els illots de Langerhans, al pàncrees, com les cèl·lules de Langerhans, a la pell, estan anomenats en honor seu.

## Biografia
Langerhans venia d'una coneguda família de científics. El seu pare, Paul Langerhans sènior, era metge, i els seus germans petits també es convertiren en metges. Un d'ells, Robert Langerhans, fou ajudant de Rudolf Virchow i més endavant esdevingué professor de patologia. El seu avi era Friedrich Wilhelm Langerhans, el primer arquitecte municipal de Berlín.
Després d'acabar l'institut al Monestir Gris de Berlín s'apuntà a l'edat de 16 anys a la Universitat de Jena, on estudià Medicina. Durant aquest temps fou influït significativament per Ernst Haeckel i Carl Gegenbaur. El 1869 completà la seva habilitació sota la direcció de Heinrich Adolf von Bardeleben i Rudolf Virchow. El mateix any, Langerhans descobrí els illots de Langerhans del pàncrees, anomenats en honor seu. L'any anterior, gràcies a una tècnica de Julius Cohnheim, ja havia descobert les cèl·lules dendrítiques de la pell, tot i que creia que es tractava de cèl·lules nervioses.
El 1870, Langerhans emprengué, juntament amb Heinrich Kiepert, una expedició a Egipte, Síria i Palestina per tal de dur-hi a terme recerca sobre la lepra. Durant la Guerra francoprussiana treballà pels alemanys en un hospital militar. El 1871 acceptà una plaça com a Docent i Professor a la Universitat de Friburg de Brisgòvia. Tanmateix, contragué la tuberculosi, i el 1874 es veié obligat a posar fi a la seva carrera com a investigor. Després que nombrosos tractaments a Itàlia, Alemanya i Suïssa no provoquessin cap millora en la seva salut, marxà a Funchal, a l'illa portuguesa de Madeira. El clima suau d'aquesta illa feu possible una millora de la seva salut, de manera que poc després pogué tornar a exercir de metge.
Durant la seva estada a Madeira, es començà a interessar pels animals i plantes marins de la costa portuguesa. Entre altres, recercà una nova espècie de cuc de la classe dels poliquets, que anomenà Virchowia en honor del seu amic Virchow.
El 1888, Paul Langerhans morí d'una malaltia dels ronyons, a l'edat de 40 anys.